# وارتون (تگزاس)
وارتون، تگزاس(به انگلیسی: Wharton, Texas) شهری در ایالت تگزاس از ایالات جنوبی ایالات متحده آمریکا است. در سرشماری سال ۲۰۰۰، جمعیت این شهر ۹۲۳۷ نفر اعلام شد.

## نگارخانه

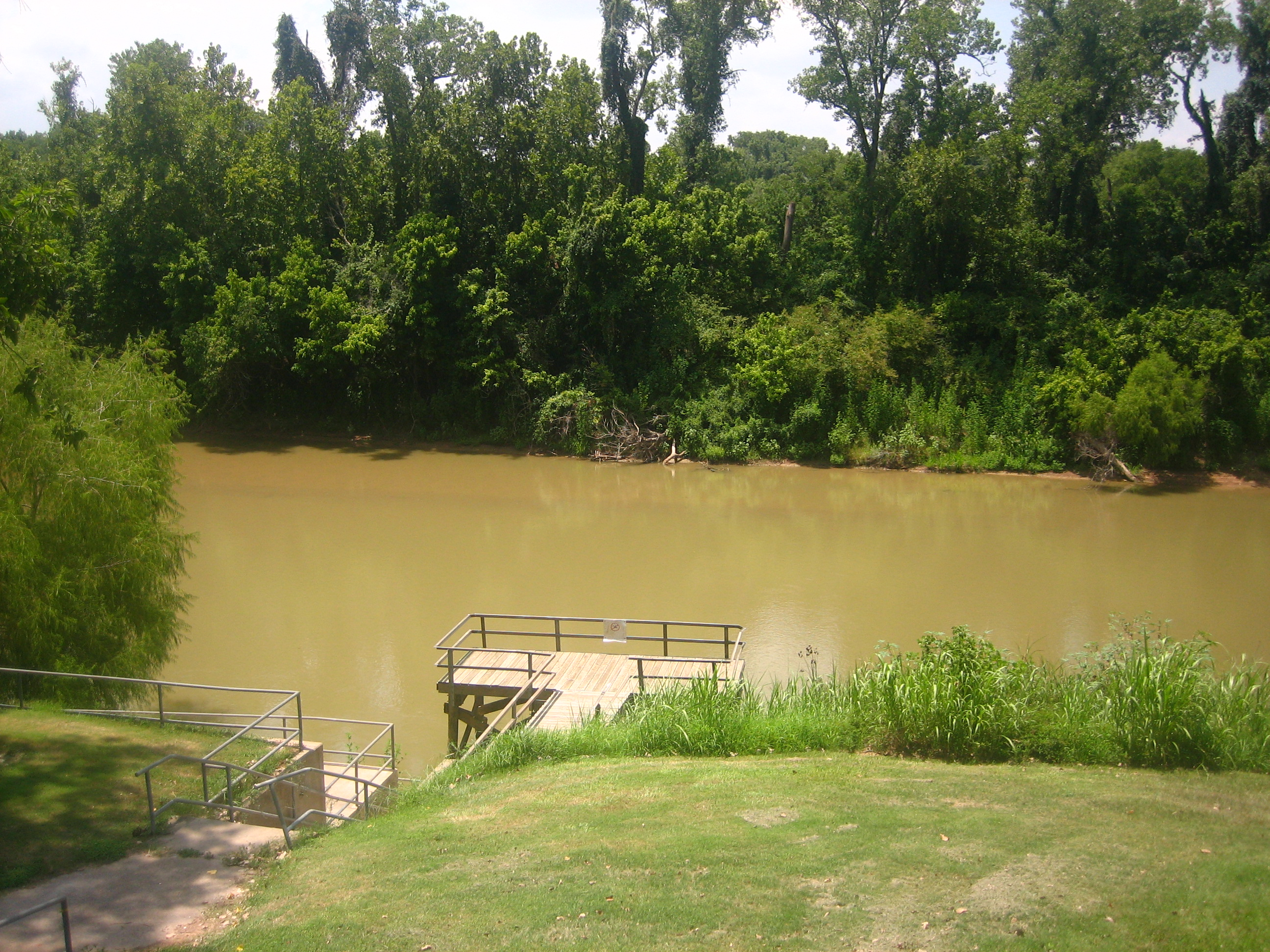
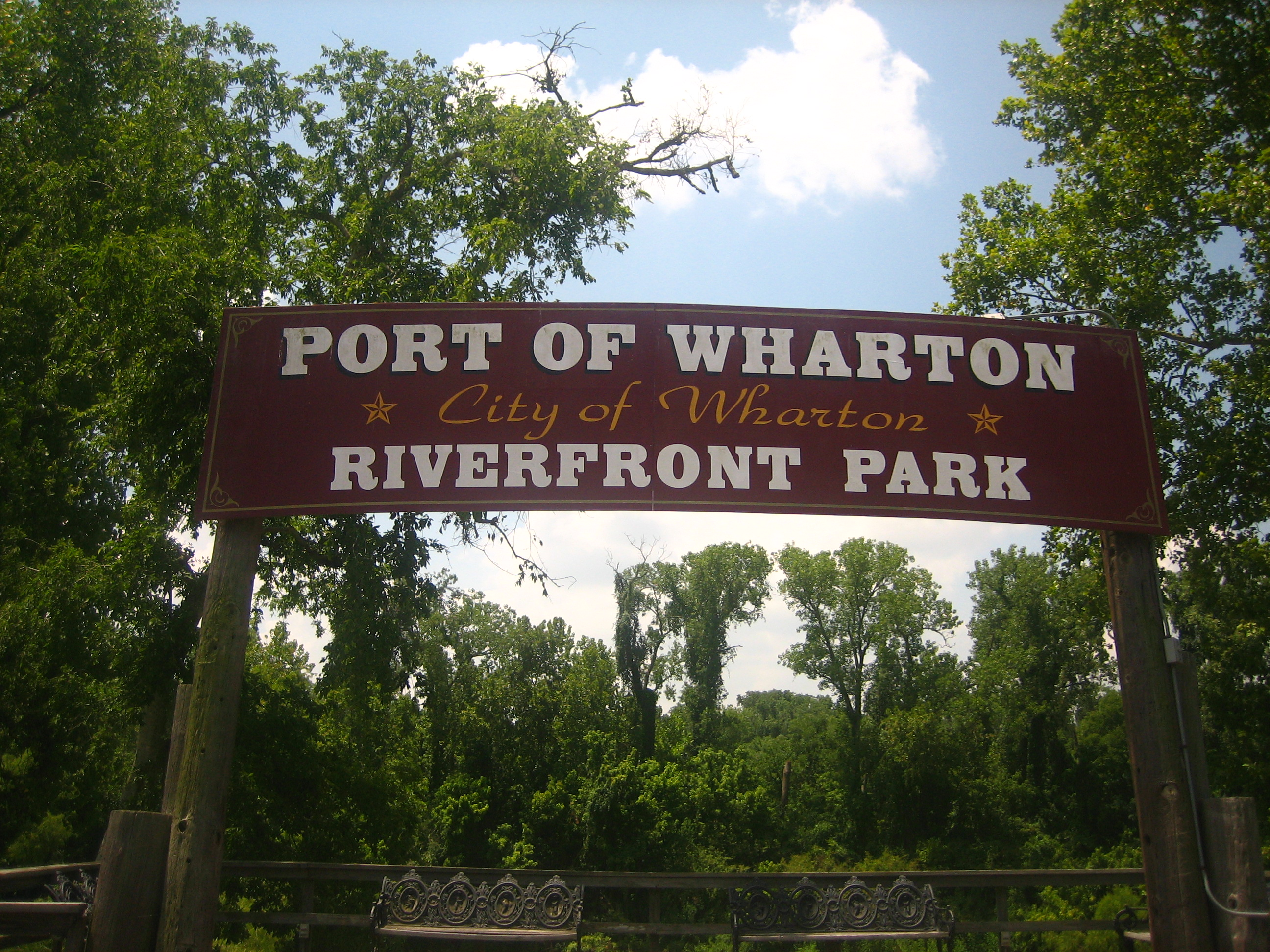
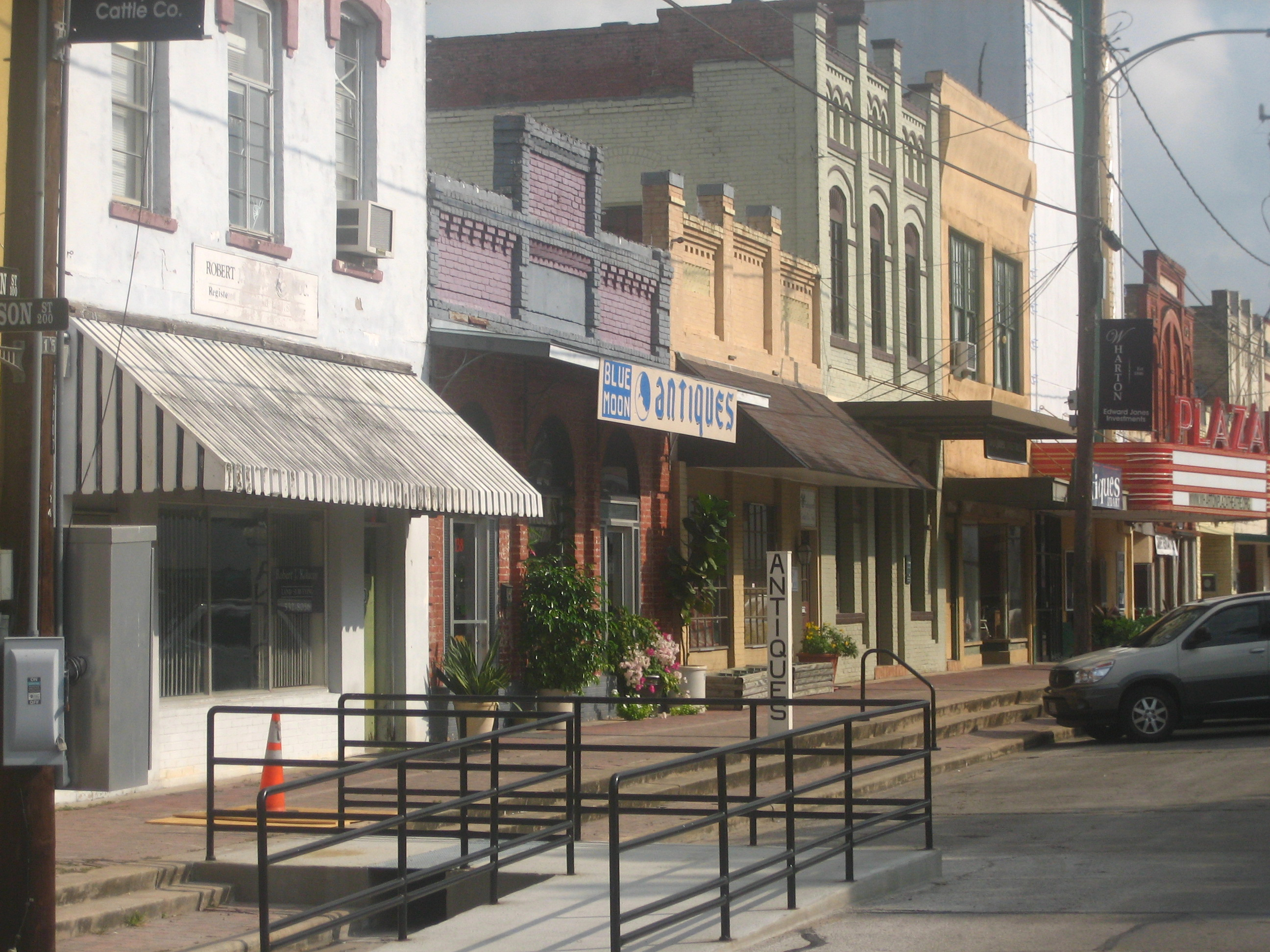
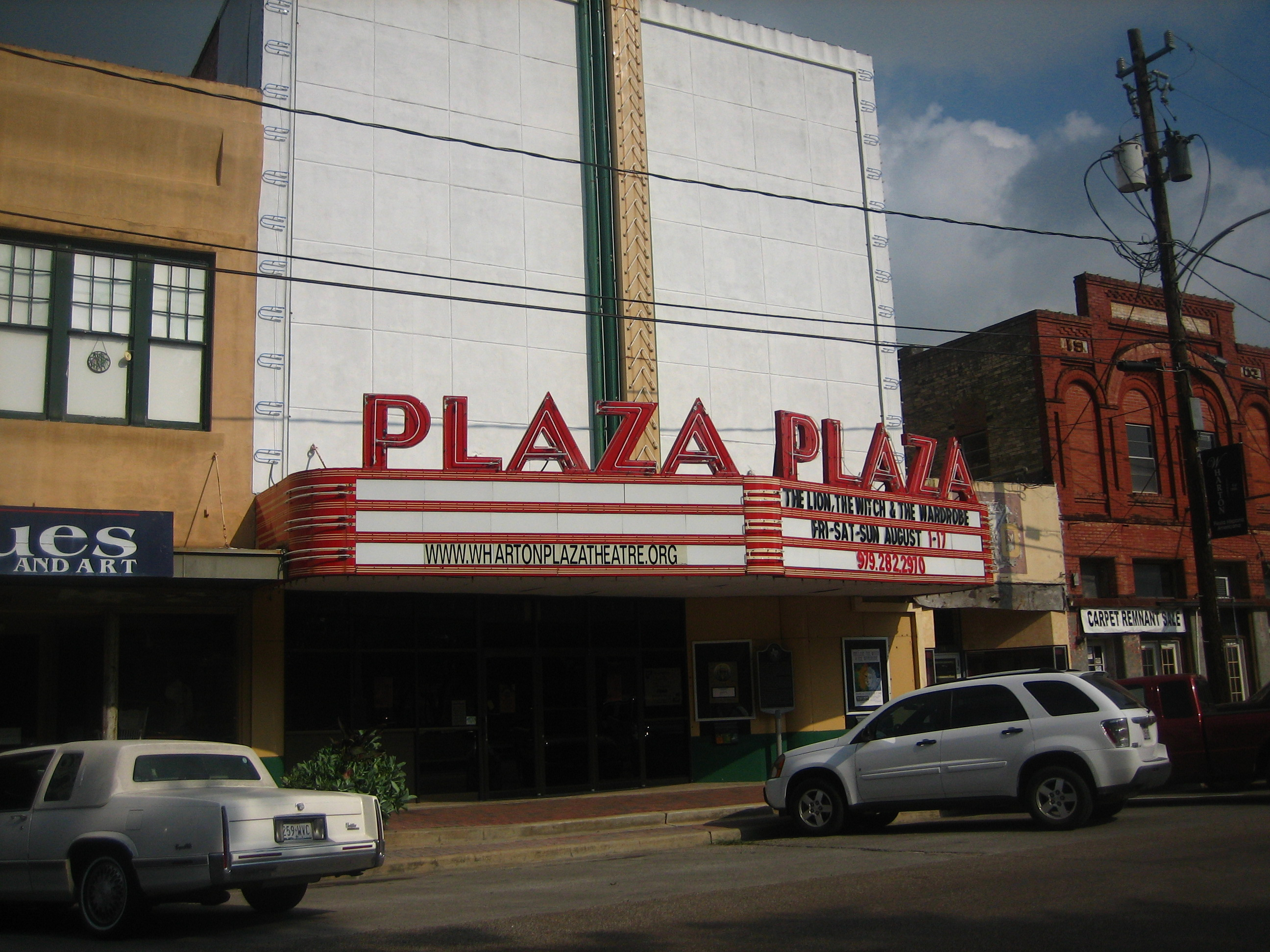
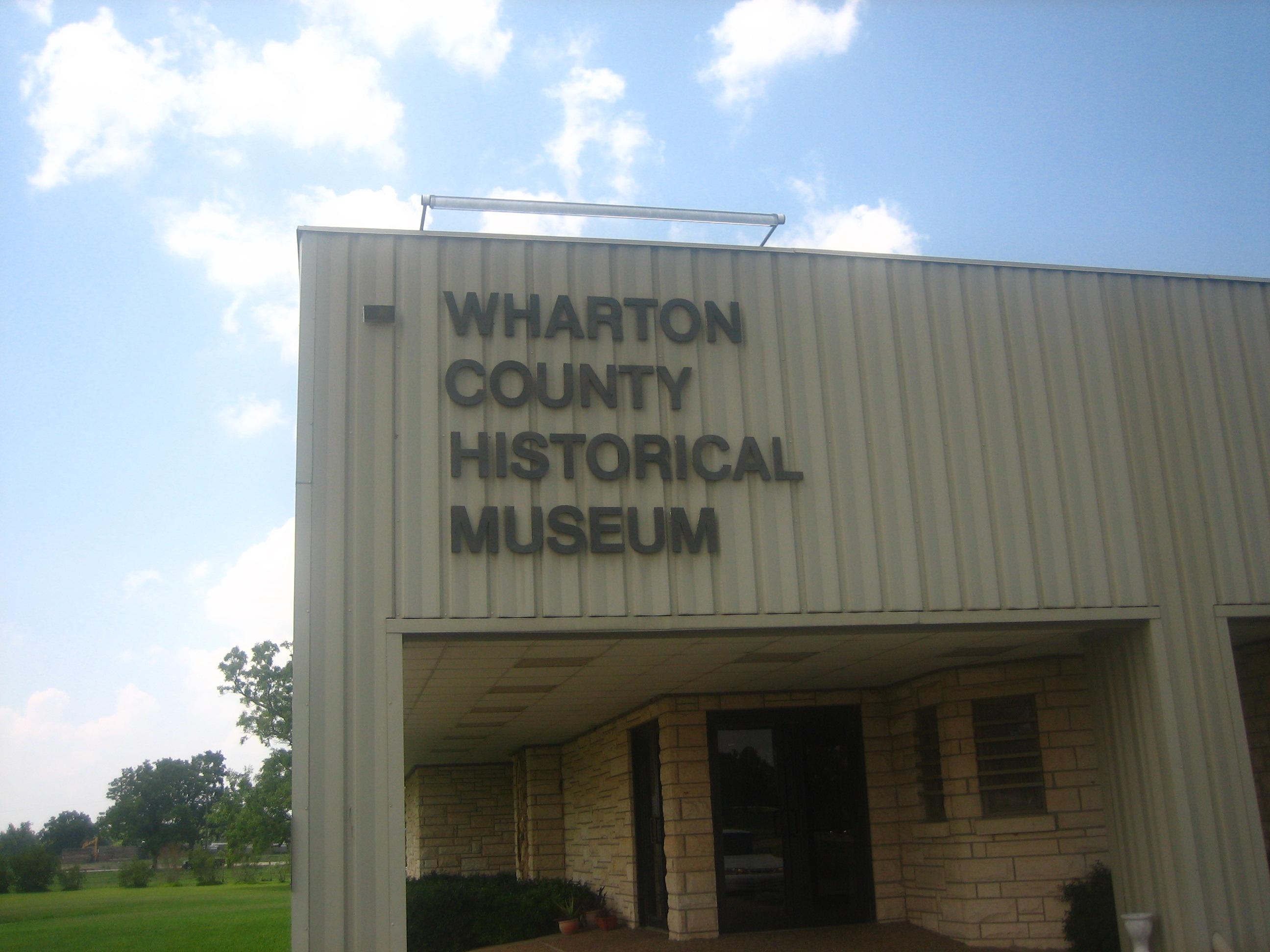
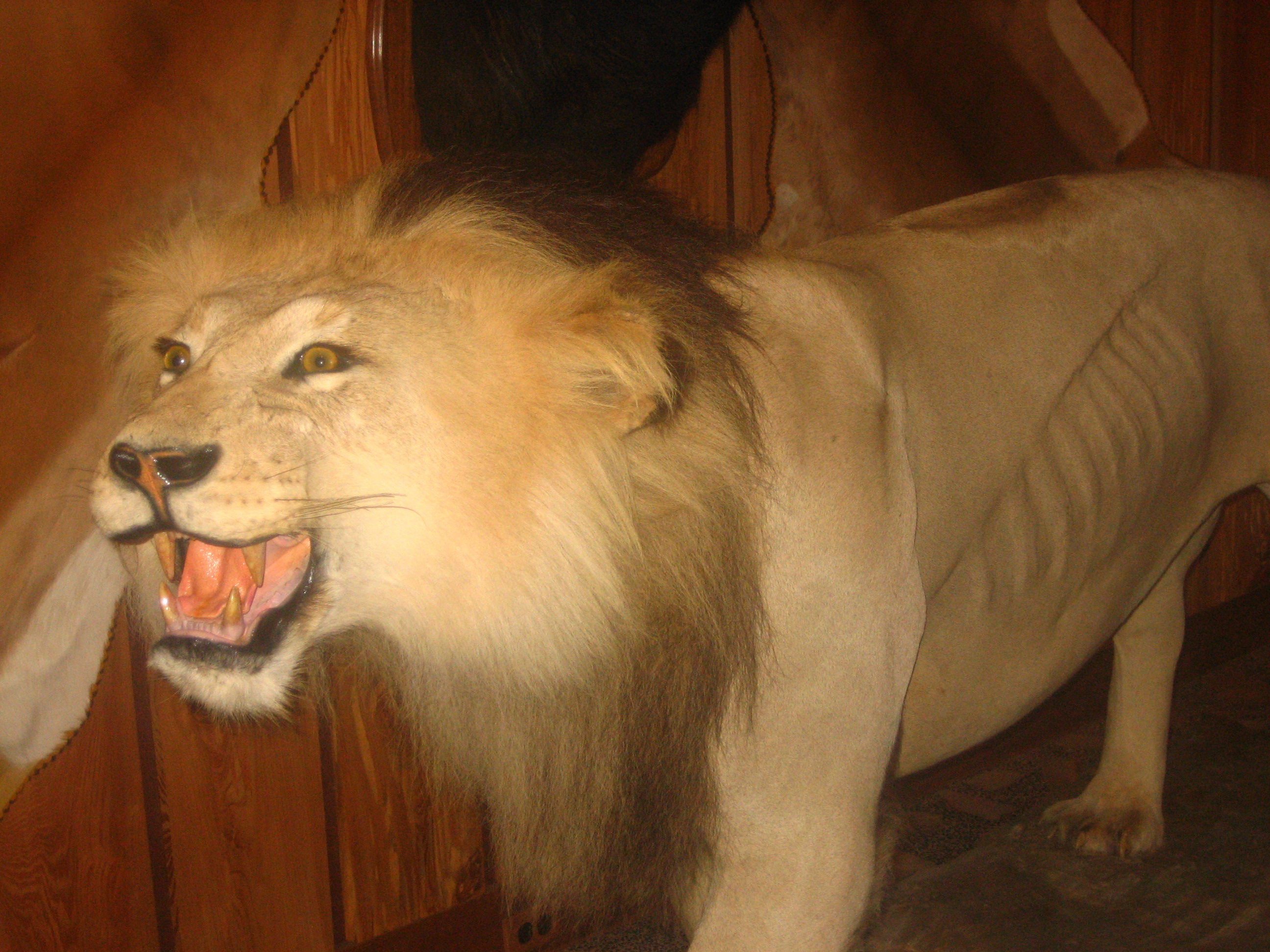
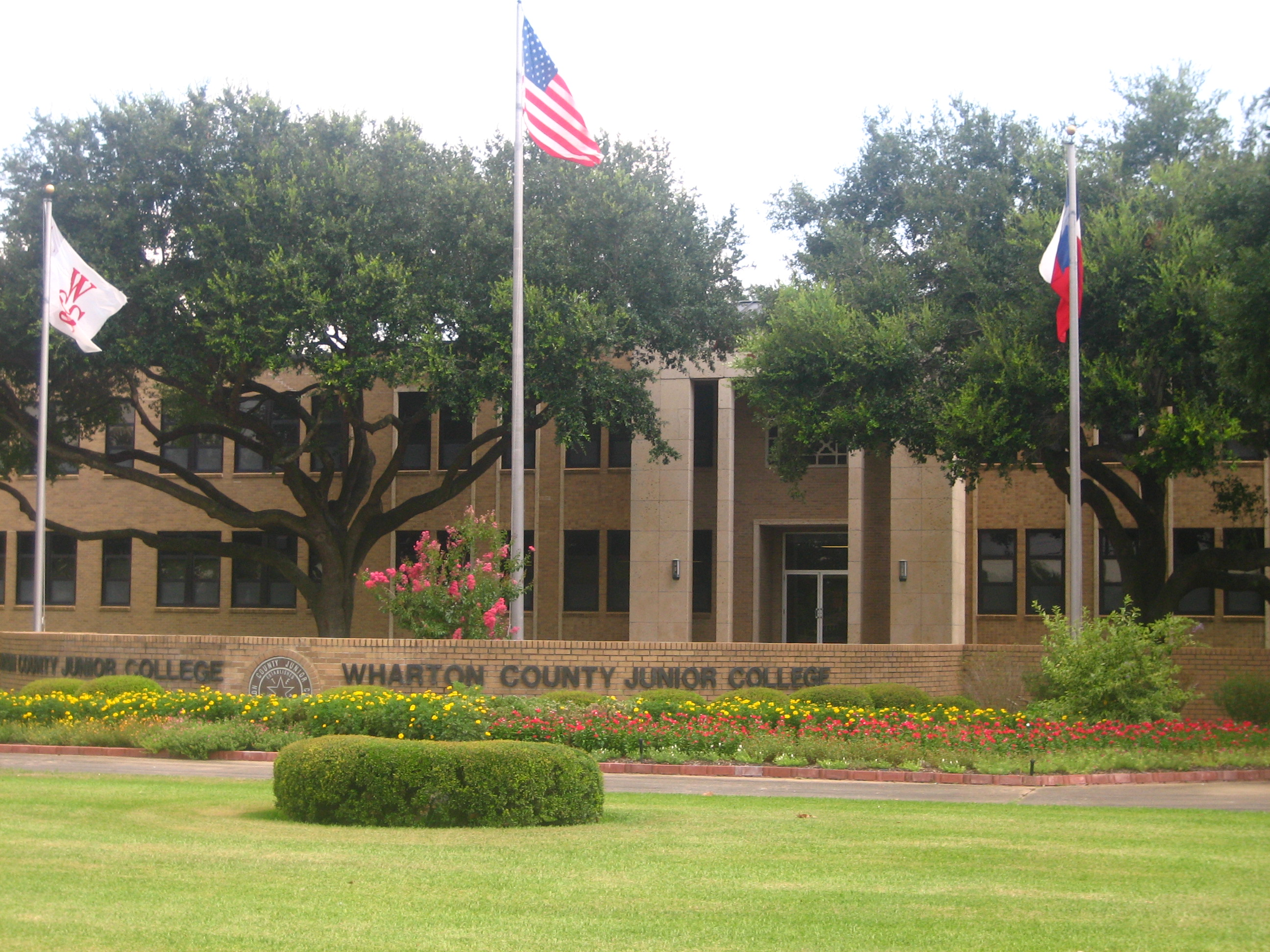